# Zisk (Star Trek: Enterprise)
Zisk (v anglickém originále Acquisition) je epizoda seriálu Star Trek: Enterprise. Jde o devatenáctý díl první řady pátého seriálu ze světa Star Treku.

## Děj
Ferengové rafinovaně umístí na povrch měsíce artefakt ve formě nádoby, ze které T'Pol otevřením na palubě Enterprise vypustí uspávací plyn. Čtveřice Ferengů toho hbitě využije a než se posádka probudí, snaží se co nejvíc věcí ukrást a přenést na svou loď. V té době se ovšem Trip podrobuje u doktora dekontaminaci a plynem zůstane nezasažen. Dostane se sice z ošetřovny ve spodním prádle, sám však proti ozbrojeným vetřelcům nemá šanci.
Ferengové věří, že loď převáží také zlato nebo jiné cennosti, takže probudí kapitána, aby jim prozradil polohu trezoru. Archer rychle pochopí, že vetřelcům jde především o zisk a snaží se získat čas předstíráním, že se na lodi zlato skutečně nachází a případně se s Ferengy rozdělí. Ti pochopitlně odmítnou a Archer je přinucen přenášet zboží pod dohledem Krema, nejmladšího Ferenga. Kapitán od něj získá spoustu užitečných informací a snaží se Krema poštvat proti ostatním.
Mezitím Trip probudí T'Pol a spolu plánují taktiku proti Ferengům, kteří stále hledají neexistující trezor. Trip je sice chycen, ale naláká Ferengy do malé místnosti, kde je T'Pol omráčí phaserem. Všechen ukradený náklad Ferengové vrátí a za trest se Krem ujímá velení lodi, zatímco jeho bývalí nadřízení ho musí poslouchat.